# Hans fästmö från New York
Hans fästmö från New York (engelska: The Big Pond) är en amerikansk pre-kod romantisk komedifilm från 1930 i regi av Hobart Henley. Filmen är baserad på George Middleton och A.E. Thomas pjäs The Big Pond från 1928. I huvudrollerna ses Maurice Chevalier och Claudette Colbert. En franskspråkig version av filmen spelades in samtidigt, med titeln La Grande Mare, även den med Chevalier och Colbert i huvudrollerna. 

## Rollista i urval
- Maurice Chevalier – Pierre Mirande
- Claudette Colbert – Barbara Billings
- George Barbier – Mr. Billings
- Marion Ballou – Mrs. Billings
- Andrée Corday – Toinette
- Frank Lyon – Ronnie
- Nat Pendleton – Pat O'Day
- Elaine Koch – Jennie

## Nomineringar
Maurice Chevalier nominerades till en Oscar för bästa manliga huvudroll för sin roll i filmen; han var samma år nominerad i samma kategori för rollen i Prinsgemålen (1929).

## Sånger
- "Livin' in the Sunlight, Lovin' in the Moonlight" av Al Sherman & Al Lewis
- "This Is My Lucky Day" av Lew Brown, B.G. DeSylva & Ray Henderson
- "Mia Cara" & "You Brought a New Kind of Love to Me" av Irving Kahal, Pierre Norman & Sammy Fain